# Brand in het dorp

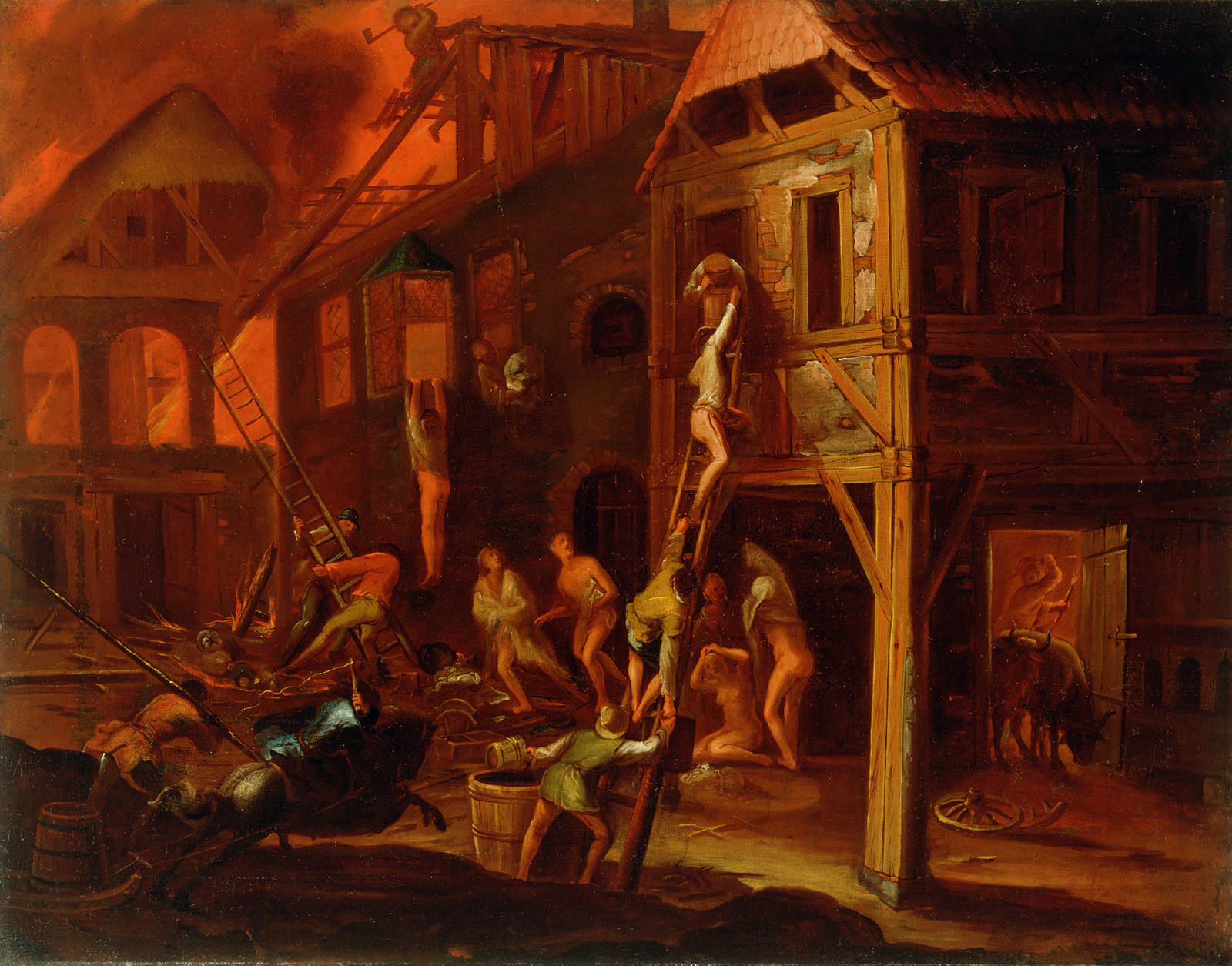
Brand in het dorp

Brand in het dorp is een schilderij uit het begin van de 17e eeuw dat wordt toegeschreven aan de Vlaamse schilder Gillis van Valckenborch. Het hangt in de Nationale Galerij van Slovenië, dat ook over het tweelingwerk bezit (Brand in een dorp met taverne).

## Beschrijving en duiding
Een brand met wild uitslaande vlammen dwingt de dorpsbewoners om zich halfnaakt in veiligheid te brengen. Mannen komen toegesneld met ladders en emmers om te blussen. Links sleept een ruiter een ton vers water aan. Een man is op het dak geklommen en hakt met een bijl in op de balken om te verhinderen dat het vuur zou overslaan. Rechts jaagt een boer zijn vee de stal uit.
Mogelijk reflecteert het schilderij een gebeurtenis waarvan de kunstenaar getuige is geweest, maar evengoed kan het een louter morele boodschap bevatten: vuur als straf voor zondaars.

## Auteur
De toeschrijving aan Valckenborch is traditioneel en was al opgenomen in de catalogus van de toenmalige Landesbildergalerie te Graz. Het past goed binnen zijn thema's en zijn stijl (noordelijk maniërisme). Het vertoont gelijkenissen met zijn gesigneerde Nederlaag van Sanherib (1597), die vroeger in het Herzog Anton Ulrich Museum van Braunschweig te zien was en nu in het Louvre. 

## Herkomst
Het schilderij behoorde tot de collectie van de graven van Attems (Graz). In 1903 belandde het in het Sloveense kuuroord Rogaška Slatina. Daarna werd het verworven door de Nationale Galerij (1932).